# Retabulum doñi Marii de Aragón
Retabulum doñi Marii de Aragón (hiszp. Retablo de doña María de Aragón) – historiograficzne określenie retabulum wykonanego przez El Greca z przeznaczeniem do kościoła w Colegio de la Encarnación de Madrid (madryckiego seminarium nazywanego także Colegio de doña María de Aragón). Retabulum składało się najprawdopodobniej z siedmiu płócien o dużych rozmiarach, które powstały w latach 1596–1599. Pięć z nich znajduje się w zbiorach Prado, jedno w Narodowym Muzeum Sztuki w Bukareszcie, a pozostałe siódme dzieło zaginęło.

## Historia retabulum
W 1596 roku El Greco przyjął zamówienie na retabulum dla kościoła mieszczącego się w seminarium braci Augustianów. Nazwa nawiązuje do postaci Marii de Aragón, damy, która była dobroczyńcą zakonu i sponsorowała obrazy. Istnieją dokumenty, które świadczą o tym, że praca nad obrazami trwała 3 lata i kosztowała ponad 63 000 reali. Było to najwyższe honorarium jakie kiedykolwiek otrzymał El Greco. Brak jednak dokładnych informacji o tym ile dzieł wchodziło w skład retabulum, jaka była jego struktura i tematyka. Historyk sztuki Ceán Bermúdez twierdzi, że dzieła przedstawiały życie Chrystusa.
Seminarium zostało zamknięte około 1808-1809 roku na mocy dekretu Józefa Bonapartego. W tym okresie znacznie ograniczono liczbę klasztorów w Hiszpanii, a następnie rozwiązano zakony. W 1814 roku i w latach 1820–1823 budynek stanowił miejsce zebrań Kortezów; w tym okresie retabulum zostało rozmontowane. W 1823 roku znów funkcjonował jako kościół, jednak przywrócono jedynie centralny obraz z retabulum przedstawiający Zwiastowanie. W 1835 roku budynek znów stał się siedzibą instytucji politycznych i pozostaje nią do dzisiaj.
Płótna tworzące retabulum zostały najprawdopodobniej przeniesione w 1813 roku do augustyńskiego klasztoru San Felipe el Real i do siedziby Inkwizycji. Następnie trafiły do Królewskiej Akademii Sztuk Pięknych św. Ferdynanda, a stamtąd do Muzeum Trójcy Świętej, które w 1872 roku połączono z Prado. Podczas licznych przenosin zaginęła architektoniczna część retabulum (2), a jedno z płócien przedstawiające Pokłon pasterzy zostało sprzedane. W 1888 roku sprzedane płótno trafiło do kolekcji rumuńskiej rodziny królewskiej, a w 1948 roku do Narodowego Muzeum Sztuki w Bukareszcie.

## Rekonstrukcja
| Rekonstrukcja hipotetycznego wyglądu retabulum María de Aragón | Rekonstrukcja hipotetycznego wyglądu retabulum María de Aragón | Rekonstrukcja hipotetycznego wyglądu retabulum María de Aragón | Rekonstrukcja hipotetycznego wyglądu retabulum María de Aragón |
| -------------------------------------------------------------- | -------------------------------------------------------------- | -------------------------------------------------------------- | -------------------------------------------------------------- |
|                                                                |                                                                |                                                                |                                                                |
|                                                                |                                                                |                                                                |                                                                |

## Malowidła
Tematyka płócien, oprócz Zesłania Ducha Świętego, była już wcześniej realizowana przez El Greca. Według Leticii Ruiz Gómez malarz powrócił do tych tematów z wielką oryginalnością i ekspresjonistyczną duchowością. Od czasu zrealizowania retabulum twórczość El Greca nabrała bardziej osobistego charakteru oddalając się od naturalistycznego stylu, który zaczynał dominować w jego epoce. Sceny zostały przedstawione w klaustrofobicznych przestrzeniach, których charakter został wzmocniony przez pionowy format. Spektralne linie światła podkreślają nadprzyrodzony charakter postaci. Zimna i intensywna kolorystyka jest charakterystyczna dla późnego stylu El Greca.